# T4 (Hafif Metro Istanbul)

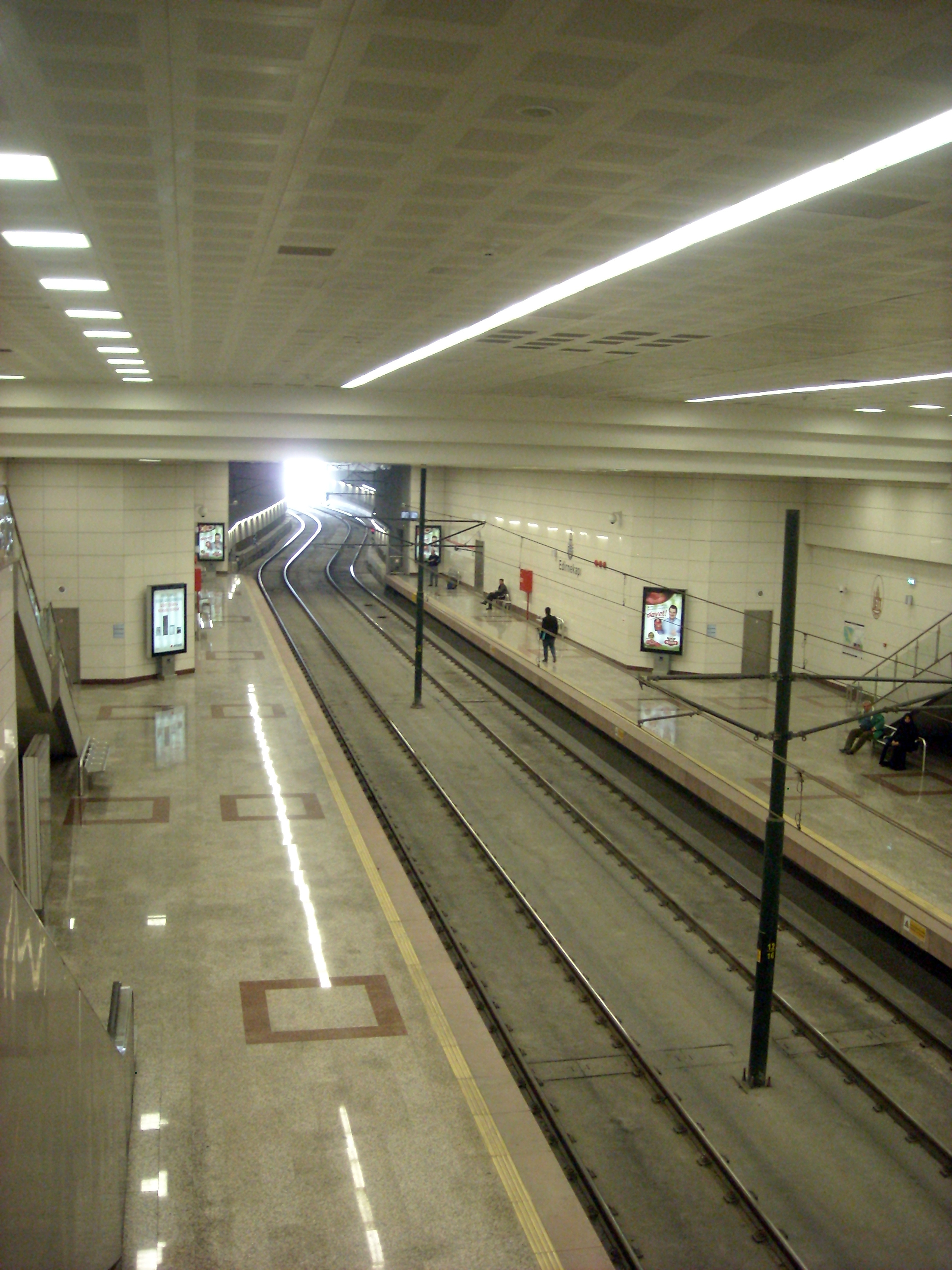
Die Stadtbahnstation Edirnekapı im Tunnel

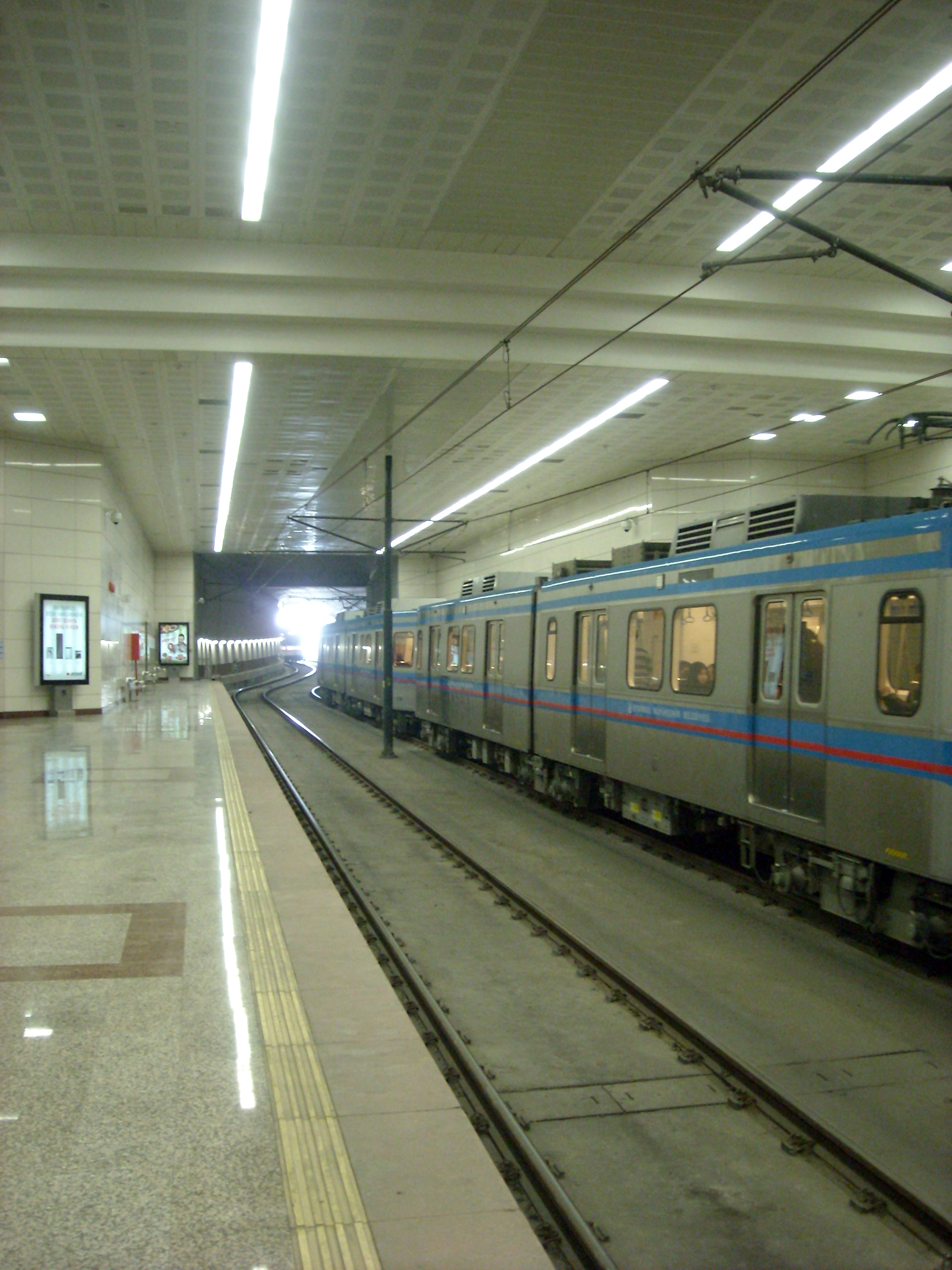
Zug der T4

Die Stadtbahnlinie (türkisch Hafif Metro) T4 ist eine Nahverkehrslinie im europäischen Teil von Istanbul, die – wie die Metrolinien – von der Nahverkehrsgesellschaft Istanbul Ulasim betrieben wird. Die Strecke umfasst 22 Stationen. Die 14,7 km lange Stadtbahnlinie ist neben der Metro, der S-Bahn, den Straßenbahnlinien und dem Metrobüs zum Rückgrat des öffentlichen Personennahverkehrs in der 15-Millionenstadt zu rechnen.

## Geschichte

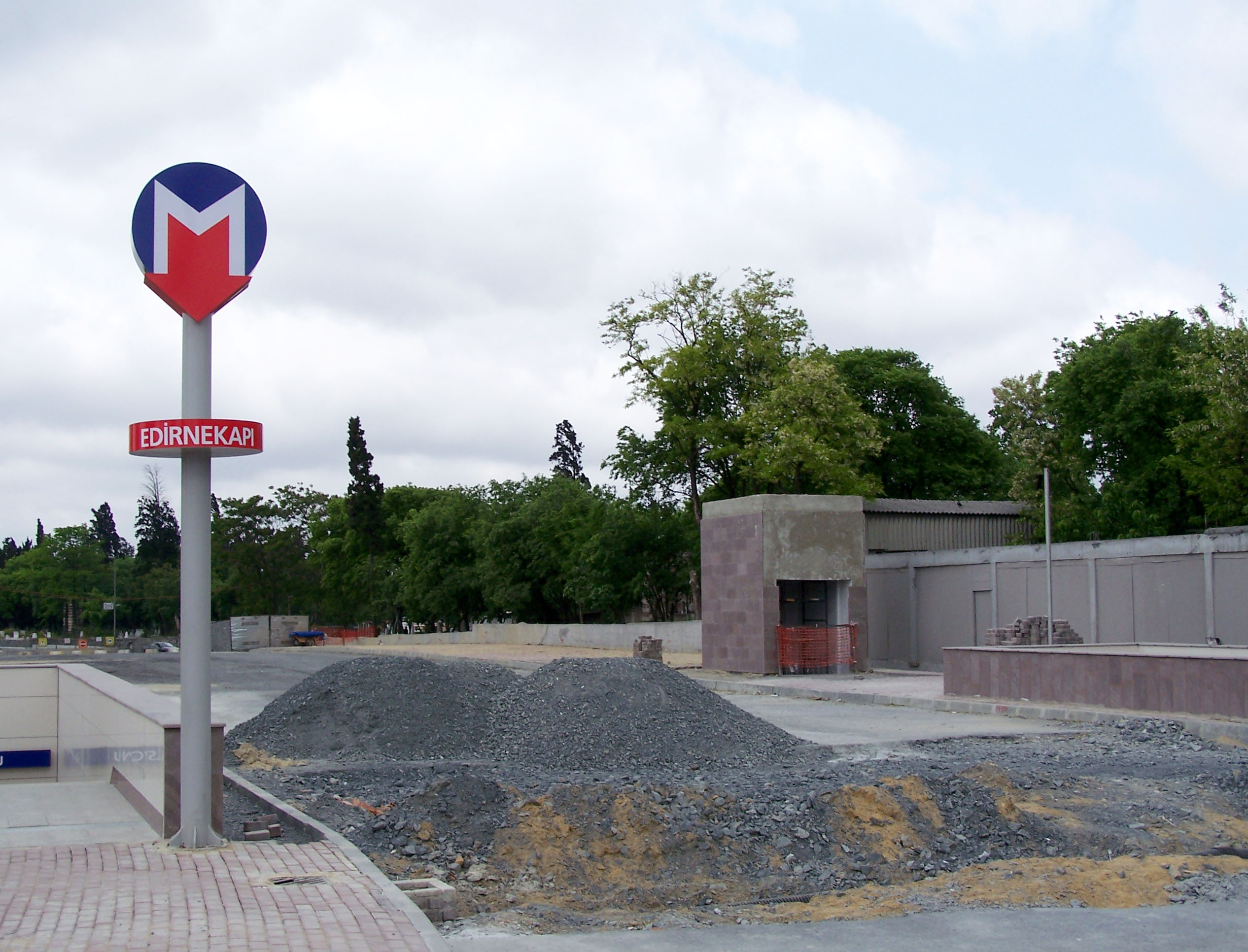
Bauarbeiten zur Süderweiterung der T4 an der Station Edirnekapı (2009)

Der erste Teil der Strecke wurde 2007 zwischen Topkapı und Sultançiftliği eröffnet. Danach wurde die Linie zügig Richtung Nordwesten erweitert.
2009 wurde südlich der zweite Teil von Şehitlik nach Topkapı an die bestehende Strecke angefügt, um eine Umsteigemöglichkeit zur Metro (M1) und zur Straßenbahnlinie T1 herzustellen.

## Einordnung als Stadtbahn oder „Hafif-Metro“
Sieben der 22 Stationen der T4 sind Tunnelbahnhöfe (wie U-Stadtbahn). Es handelt sich um die Stationen Edirnekapı, Topçular, Rami, Uluyol-Bereç, Ali Fuat Başgil, Taşköprü und Karadeniz. Auch alle anderen Stationen entsprechen dem Stadtbahn-Standard, das heißt befestigte erhöhte Mittelbahnsteige in Straßenmitte, die einen ebenen Einstieg ermöglichen und Zugänge über Fußgängerbrücken, -unterführungen oder ebenerdige Lichtsignalgesteuerte Überwege. Die T4 fährt nicht innerhalb des Straßenverkehrs, sondern auf einem eigenen baulich vom restlichen Verkehr abgetrennten Gleiskörper, der allerdings im Bereich von Stationen von Fußgängern überschritten werden kann. Ferner kreuzt die Linie an Kreuzungsbereichen den querenden Straßenverkehr; hier bestehen Ampeln. Somit ist die T4 eine klassische Stadtbahn (ähnlich den Systemen in Köln, Frankfurt und Stuttgart) und keine „vollwertige“ U-Bahn.
Auf der M1A/B werden nach wie vor die gleichen Hochflur-Fahrzeuge eingesetzt, die auch auf der T4 fahren, weshalb die M1 häufig ebenso zum Hafif-Metro-System gezählt wird. Die M1 ist aber, anders als die T4, aufgrund ihres vom übrigen Verkehr völlig abgetrennten Gleiskörpers, der auf einer eigenen Trasse liegt, eine „echte“ U-Bahn und wird durch das 'M' in ihrer Linienbezeichnung konsequenterweise auch zum Metrosystem Istanbuls gezählt; dagegen wird die Stadtbahnlinie T4 offiziell mit T für „Tramvay“, also „Straßenbahn“ bezeichnet.

## Ausbauplanungen
Die Stadtverwaltung plant, die T4 von Mecid-i Selam aus um eine Station in Richtung Nordwesten bis Habibler zu erweitern. Ein exakter Zeitplan steht aber noch aus, da die Art und Weise der Bebauung dieses am äußersten nordwestlichen Stadtrand Istanbuls gelegenen Gebietes noch nicht konkret fest steht.

## Technische Daten
Wie bei allen anderen S-, U- und Trambahn-Systemen in Istanbul beruht auch auf der T4 die Spurweite auf der Normalspur von 1435 mm. Die Stadtbahn bezieht ihren Fahrstrom aus einer Oberleitung.

## Verlauf
An ihrem südlichen Ende beginnt die T4 im Stadtteil Topkapı. Hier verläuft die Strecke in nordöstlicher Richtung. An der Station Topkapı kann in die an dieser Stelle in Ost-West-Richtung laufende Straßenbahnlinie T1 umgestiegen werden. Nach zwei Stationen besteht in Vatan eine Umsteigemöglichkeit zur U-Bahn-Linie M1. Nach der Station Vatan macht die T4 einen Bogen und verläuft hier bis zu ihrem Ende am nördlichen Stadtrand Istanbuls in Habipler stets in nordwestlicher Richtung unter den Boulevards Edirnekapı-Rami Caddesi, Rami Kışla Caddesi und Eski Edirne Asfaltı.
Die T4 erschließt die einwohnerstarken nördlichen Stadtteile und bietet vor allem für dort lebende Berufs- und Innenstadtpendler einen Zubringer zur Metro (M1) und damit durch den in Bau befindlichen Lückenschluss zwischen Aksaray und Yenikapı eine Schnellverbindung zum transkontinentalen S-Bahn-Netz der Marmaraylinien.

T4-Stationsplan: Tunnelstrecken sind mit fettem orangen Strich gekennzeichnet, Stadtbahn- bzw. Straßenbahnabschnitte an der Oberfläche mit zweiliniger oranger Darstellung

## Linienfarbe, Netz und Liniensymbol
Die Linienkennfarbe der T4 im Liniennetzplan von Istanbul Ulasim ist Orange.

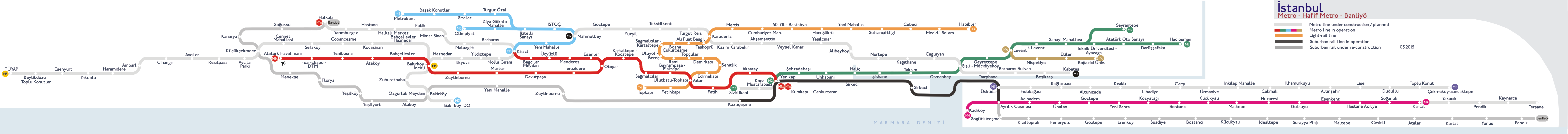
T4-Hafif Metro (in Orange) im Gesamtnetz der Schnellbahnen

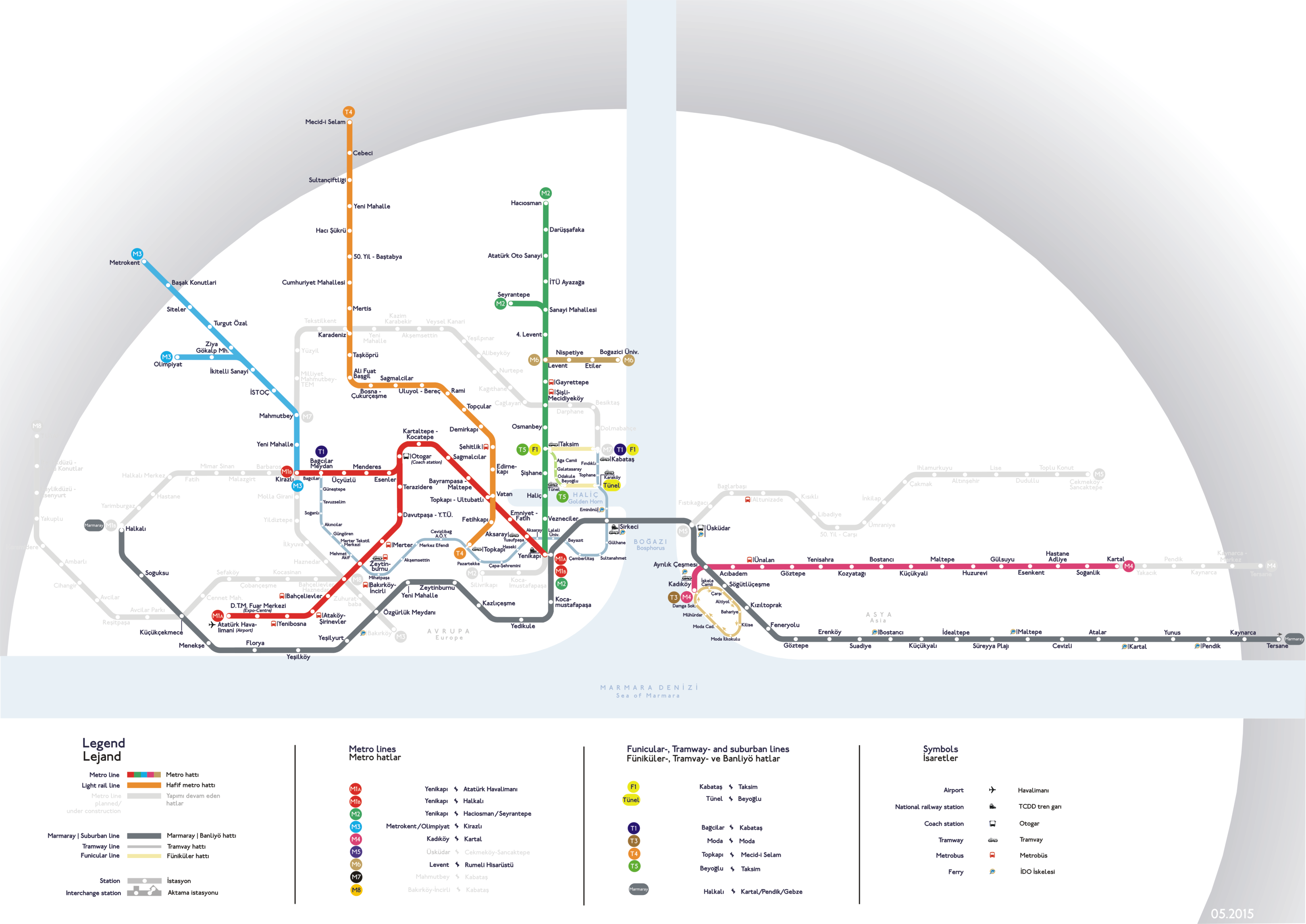
Netzplan mit der T4 und den Metro-Linien
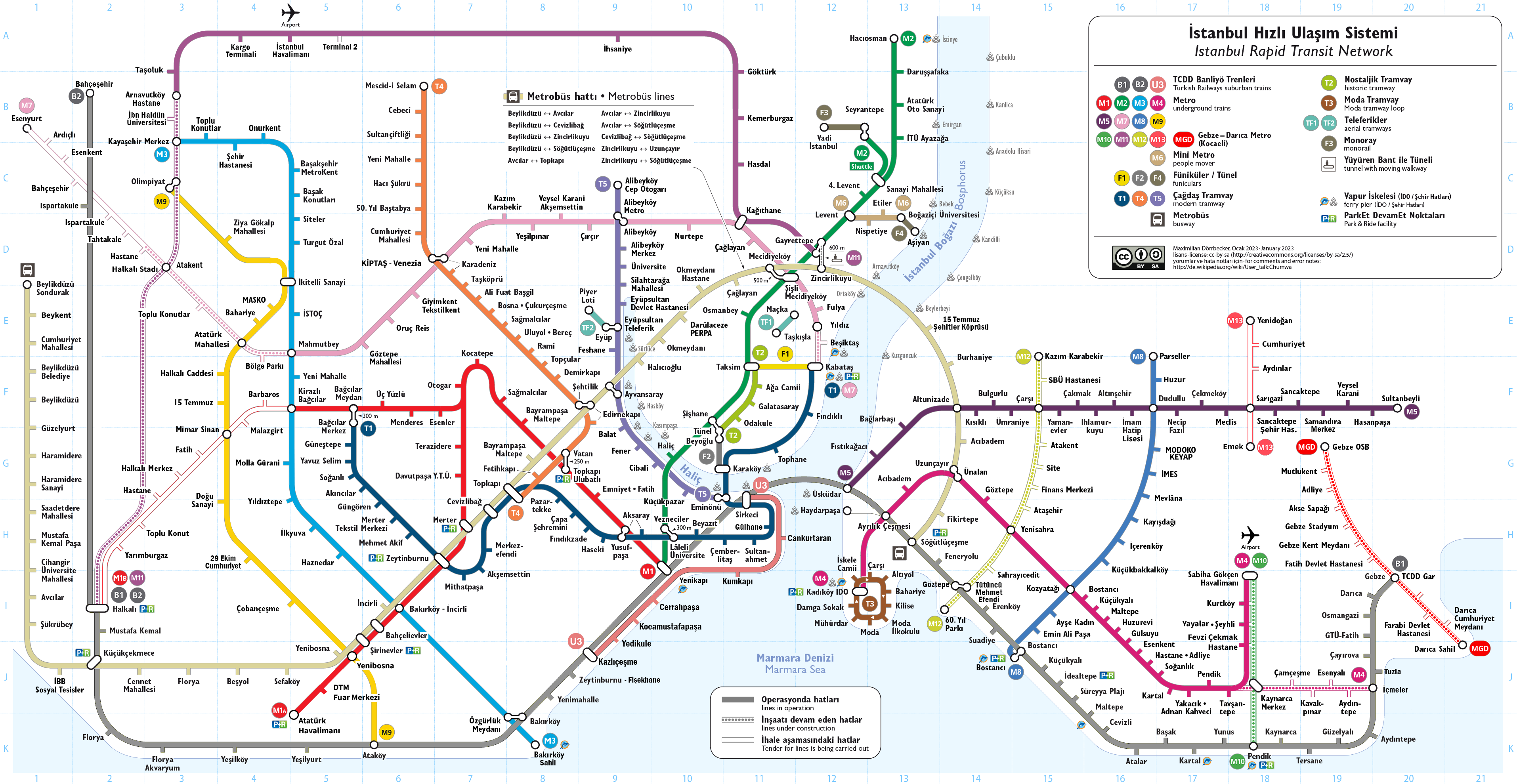
Schematischer Netzplan mit S-Bahn, Metro, Tram und Metrobüs

## Tarife
Die T4 ist in das Istanbuler ÖPNV-Tarifsystem integriert, das bedeutet, dass dieselben Jetons und Fahrkarten, die in Metro, S-Bahn, Metrobus, Bus, auf Fähren und in den (Stand-)Seilbahnen gültig sind, auch für die Stadtbahnlinie verwendet werden können. Nicht nur die unterirdischen Bahnhöfe, sondern auch die straßenbahnähnlichen Haltestellen der Linie T4 sind mit Sperrschranken versehen. Ein Lösen oder Entwerten von Tickets in den Zügen ist nicht möglich.